# Trichoplusia mulunga
Trichoplusia mulunga är en fjärilsart som beskrevs av Claude Dufay 1972. Trichoplusia mulunga ingår i släktet Trichoplusia och familjen nattflyn. Inga underarter finns listade i Catalogue of Life.